# Xenopus tropicalis
Xenopus tropicalis – gatunek płaza bezogonowego z rodziny grzbietorodowatych (Pipidae). Bywa hodowany w akwariach.

## Systematyka
Gatunek został opisany przez Johna Edwarda Graya w 1864 roku pod nazwą Silurana tropicalis. Autor utworzył dla niego nowy rodzaj – Silurana, który później jednak zsynonimizowano z Xenopus. Analiza filogenetyczna cech morfologicznych przeprowadzona przez Cannatellę i Trueb w 1988 roku zasugerowała, że gatunki X. tropicalis i X. epitropicalis są bliżej spokrewnione z rodzajami Hymenochirus i Pipa niż z pozostałymi przedstawicielami Xenopus, dlatego przenieśli te gatunki do przywróconego rodzaju Silurana. Późniejsze badania filogenetyki molekularnej wykazały jednak, że lepiej traktować takson Silurana jako podrodzaj w obrębie Xenopus niż jako osobny rodzaj. 

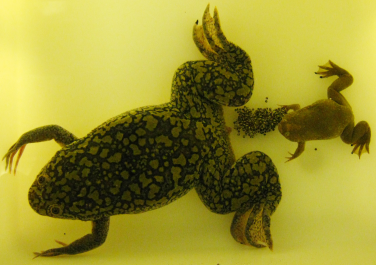
Większa żaba szponiasta (Xenopus laevis) ze skrzekiem, obok Xenopus tropicalis

## Występowanie

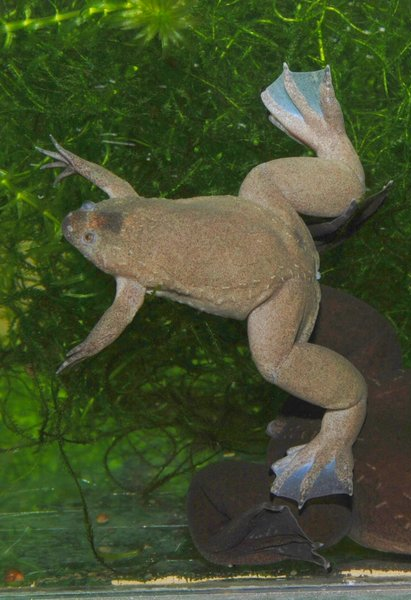
Xenopus tropicalis koloru płowego

Xenopus tropicalis występuje w mętnych jeziorach zachodniej Afryki (stąd nazwa w języku angielskim – western clawed frog lub southern platanna – zachodnia szponiasta żaba, południowa platana). Zamieszkuje tereny od Senegambii aż po Nigerię i Kamerun. Największą populację znaleziono w Parku Narodowym Komoé i na terenach rzeki Sanaga, gdzie żyje w lasach galeriowych.

## Morfologia
Długość ciała do 5 cm, z czego samice są często większe od samców, które zwykle osiągają 2,8 cm. Ciało spłaszczone i opływowe. Skóra gładka, lekko chropowata i śliska. Z boku ciała specjalne brodawki działają jak linia boczna u ryb, dzięki czemu orientują się w mętnej wodzie. Przednie kończyny mniejsze od tylnych. Palce połączone błoną pławną. Na tylnych odnóżach znajdują się cztery pazury (inni przedstawiciele Xenopus mają tylko trzy), potrzebne do rozgrzebywania gleby. Płaz nie posiada języka. Kijanki typowe dla grzbietorodowatych, z dużym, szerokim pyskiem, na którym występują gruczoły wylęgowe. Posiadają także długi ogon, który z czasem zanika. Ten takson uchodzi za długowieczny. W niewoli obserwowano 17-letnie osobniki. Nie wiadomo, czy w naturze tak długo żyją.
Zwierzę rozdzielnopłciowe. Dymorfizm płciowy słabo widoczny. Ciało samicy jest kształtu trójkąta. Samiec mniejszy, a jego ciało przypomina kształtem prostokąt.

## Ekologia i zachowanie

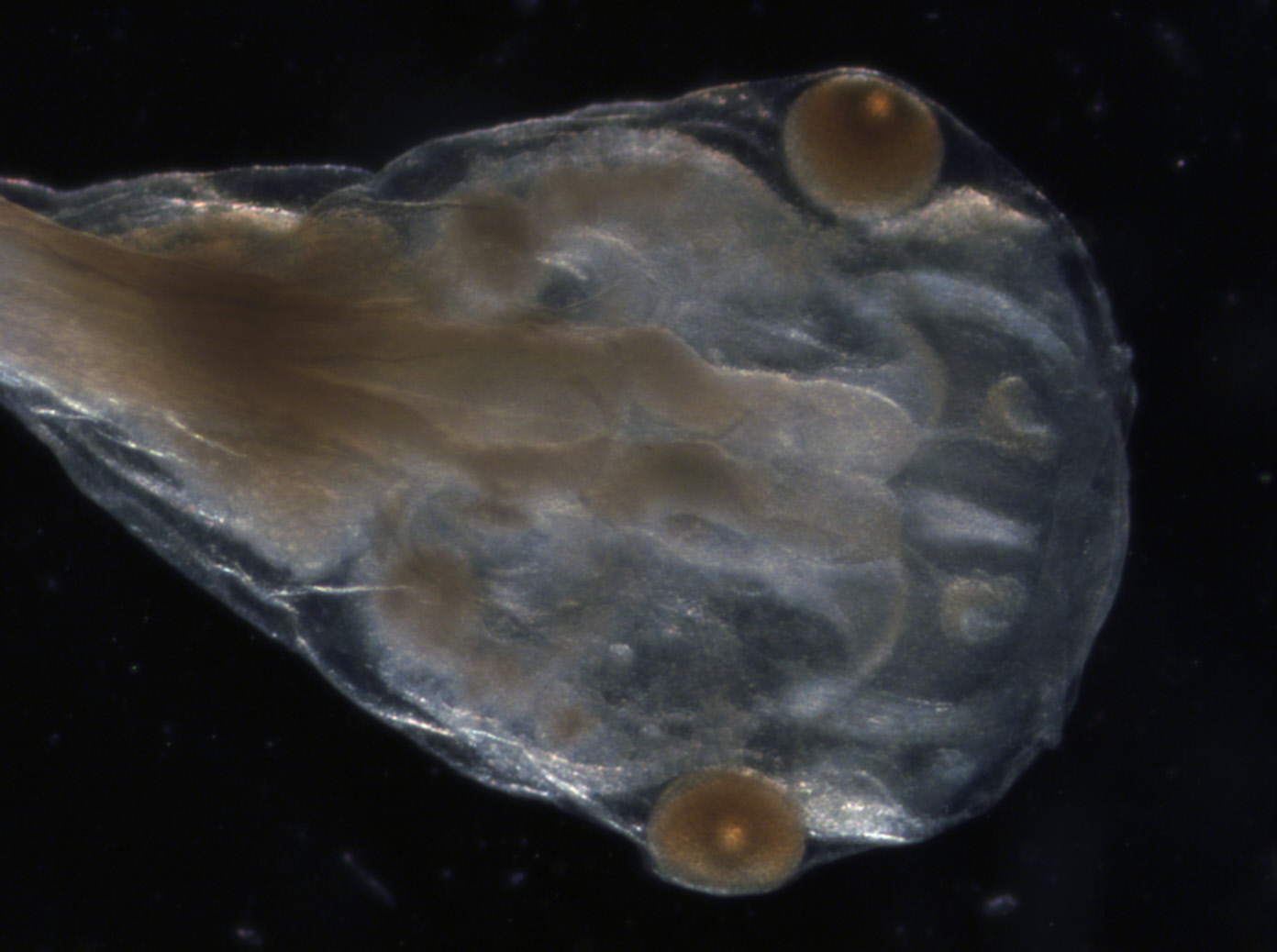
Wczesne stadium kijanki Xenopus tropicalis

Zwierzę drapieżne; odżywia się głównie pierścienicami i larwami owadów oraz okazjonalnie kijankami innych płazów, skorupiakami czy ślimakami. W akwarium można podawać im rurecznik, artemię i dżdżownice. Kijanki karmi się rozwielitkami i oczlikiem.
Zwierzęta rozmnażają się w porze deszczowej. Kiedy nadchodzi pora sucha, owijają się śluzem i zakopują się w mule. Po porze suchej samce jako pierwsze wychodzą ze swych kokonów i zaczynają rechotać. Odgłosy Xenopus tropicalis przypominają skrzypienie drzwi. Po godach dochodzi do ampleksusu i samica składa skrzek. W niewoli trudno je rozmnożyć, wymaga to imitacji pory suchej i wilgotnej tzn. 2 miesiące mało pożywienia i wysoka temperatura, po terminie niższa temperatura i obfite karmienie, trzeba jednak pamiętać, iż płazy źle znoszą spadki temperatur.

## Akwarium
Akwarium może być 54-litrowe. Wysokość poziomu wody nie musi być wysoka – ok. 25 cm. Temperatura wody od 25 do 27°C, natomiast pH od 6,5 do 7,5. Zbiornik nie może być niski, gdyż żaby mogą uciec. Na dnie powinien być piasek (drobnoziarnisty). Żabki bowiem lubią się do oczu w nim zakopać. W akwarium zalecane są też rośliny (pływające np. pistia rozetkowa i denne np. anubias) i korzenie, które mogą wystawać ponad powierzchnię wody. Na dno można wrzucić kilka liści. Jako towarzystwo mogą się znaleźć ślimaki (np. rozdętki i zatoczki), gdyż będą utrzymywać czystość akwarium i będą pokarmem. Nie wolno trzymać ich z rybami czy innymi płazami, gdyż mogą one roznosić drobnoustroje. Na przykład żaby szponiaste (Xenopus laevis) roznoszą Mycobacterium, które są zabójcze dla pokrewnego gatunku, Xenopus tropicalis.

## Status
Międzynarodowa Unia Ochrony Przyrody (IUCN) uznaje Xenopus tropicalis za gatunek najmniejszej troski (LC, Least Concern). Populacja malejąca, podobnie jak w przypadku jego krewnych. Uchodzi za dość pospolite zwierzę. Powodem zagrożenia jest wyłapywanie płazów w celach laboratoryjnych i kulinarnych oraz niszczenie środowisk występowania.